# Christianisme en Islande
 (août 2024).

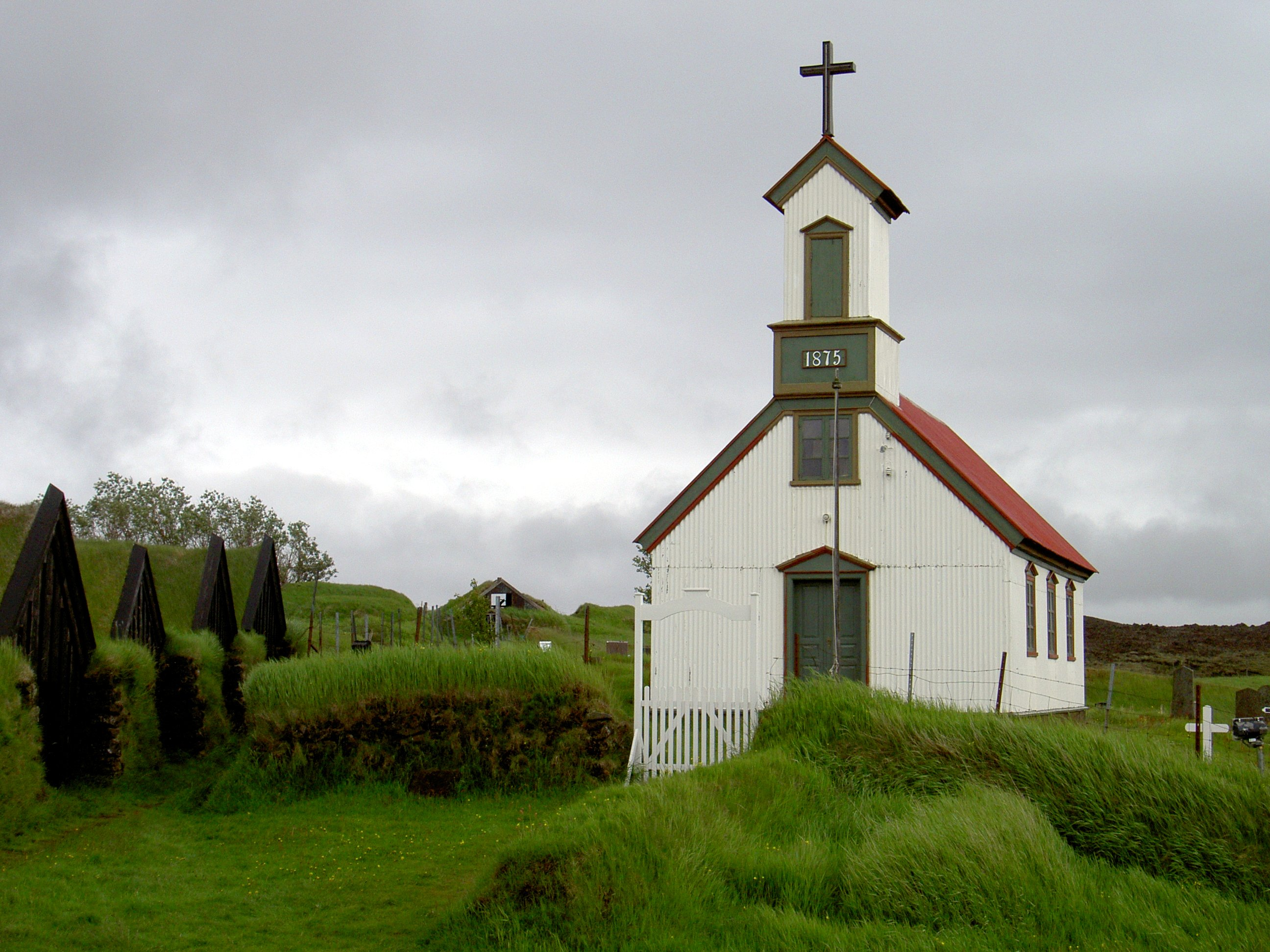
Église de Keldur.

Le christianisme en Islande est attesté dès les débuts de la colonisation de l'île. Minoritaire dans un premier temps, il se hissa au statut de religion d'État en 999 lors de la conversion votée par l'Althing. La Réforme venue, l'Islande se déchira entre catholiques et protestants ; ces derniers l'emportèrent définitivement courant XVIIe siècle. Le pays est aujourd'hui luthérien à une très forte majorité, et compte de nombreuses autres communautés chrétiennes : catholiques, pentecôtistes, adventistes, jéhovistes, mormons etc.

## Histoire du christianisme en Islande
Les premiers chrétiens d'Islande furent en majorité des esclaves irlandais et plus rarement des propriétaires terriens. La première zone de peuplement fut fondée par des moines irlandais et précéda l'implantation viking. Cependant le christianisme restait minoritaire.
Vers l'An mil, l'Islande se convertit officiellement au christianisme grâce à l'action de Gizurr Teitsson. L'acte fut entériné par le Lögsögumad Thorgeir Ljosvetningagothi et consigné dans l'Íslendingabók. Quelques années plus tard, en 1052, le petit-fils de Teitsson, Ísleifr Gizurarson, devint d'ailleurs lui-même le premier évêque islandais à Skálholt.
L'adoption du christianisme ne fit pas pour autant disparaître les anciennes pratiques païennes et des compromis furent établis avec l'ancienne loi : l'infanticide et la consommation de viande de cheval continuèrent à être autorisés, tandis que les sacrifices païens restèrent légaux à la condition qu'ils se déroulent en privé. Cette conversion satisfit les rois chrétiens de Norvège, des partenaires commerciaux importants de l'Islande médiévale, et la population chrétienne islandaise de plus en plus importante. Avec le temps les coutumes païennes s'estompèrent.
Du fait de son éloignement, la situation de l'Islande est inédite et se caractérise par une grande indépendance vis-à-vis de Rome ou de l'archidiocèse de Hambourg auquel elle appartient. Cela s'explique également par son organisation sociopolitique centrée sur les thing. Ainsi, contrairement aux autres régions christianisées, l'Islande n'effectue aucun recrutement extérieur pour son clergé et les évêques sont, dès le départ, issus des grandes familles de goði. Cette appropriation des fonctions épiscopales par les familles puissantes renforce la concentration du pouvoir.
Les relations entre l'Église islandaise et le reste de la chrétienté se durcirent durant les premiers siècles. L'Église catholique romaine désapprouva l'autonomie excessive de sa consœur. Critiquant entre autres le fait que l'Althing s'octroya le droit de procéder à la  canonisation d'un fidèle par un vote, ce qu'il fit en 1200 à l'égard Jón Ögmundsson, premier évêque de Hólar.
En outre, l'Église islandaise était en partie assujettie aux seigneurs locaux qui possédaient les terres sur lesquelles étaient bâties les églises. Certains prêtres avaient des concubines ou étaient eux-mêmes fils de concubines. De nombreuses veuves issues de la haute société islandaise trouvaient place dans les couvents et pouvaient, ce qui arriva parfois, être veuves du précédent prêtre et mère de son successeur.
Vint ensuite la Réforme qui déclencha presque une guerre civile et supplanta la foi catholique. Ce fut le conflit religieux le plus violent des terres régies par le Danemark. Jón Arason, dernier évêque catholique d'Hólar, nationaliste islandais et adversaire du roi du Danemark, fut l'un des plus grands défenseurs du catholicisme, mais perdit son combat. Dès lors le protestantisme s'imposa sur l'île. Au début du XVIIIe siècle le catholicisme avait pratiquement disparu.
Durant le XVIIIe siècle le piétisme s'imposa en Islande dû à la volonté du royaume du Danemark. Les piétistes gagnèrent en influence grâce à l'imprimerie et à la littérature. Ils encouragèrent les fidèles à se détourner des activités non chrétiennes, ce qui se traduisit par un abandon progressif des coutumes traditionnelles telles la danse et autre folklore local.

## Christianisme dans l'Islande moderne

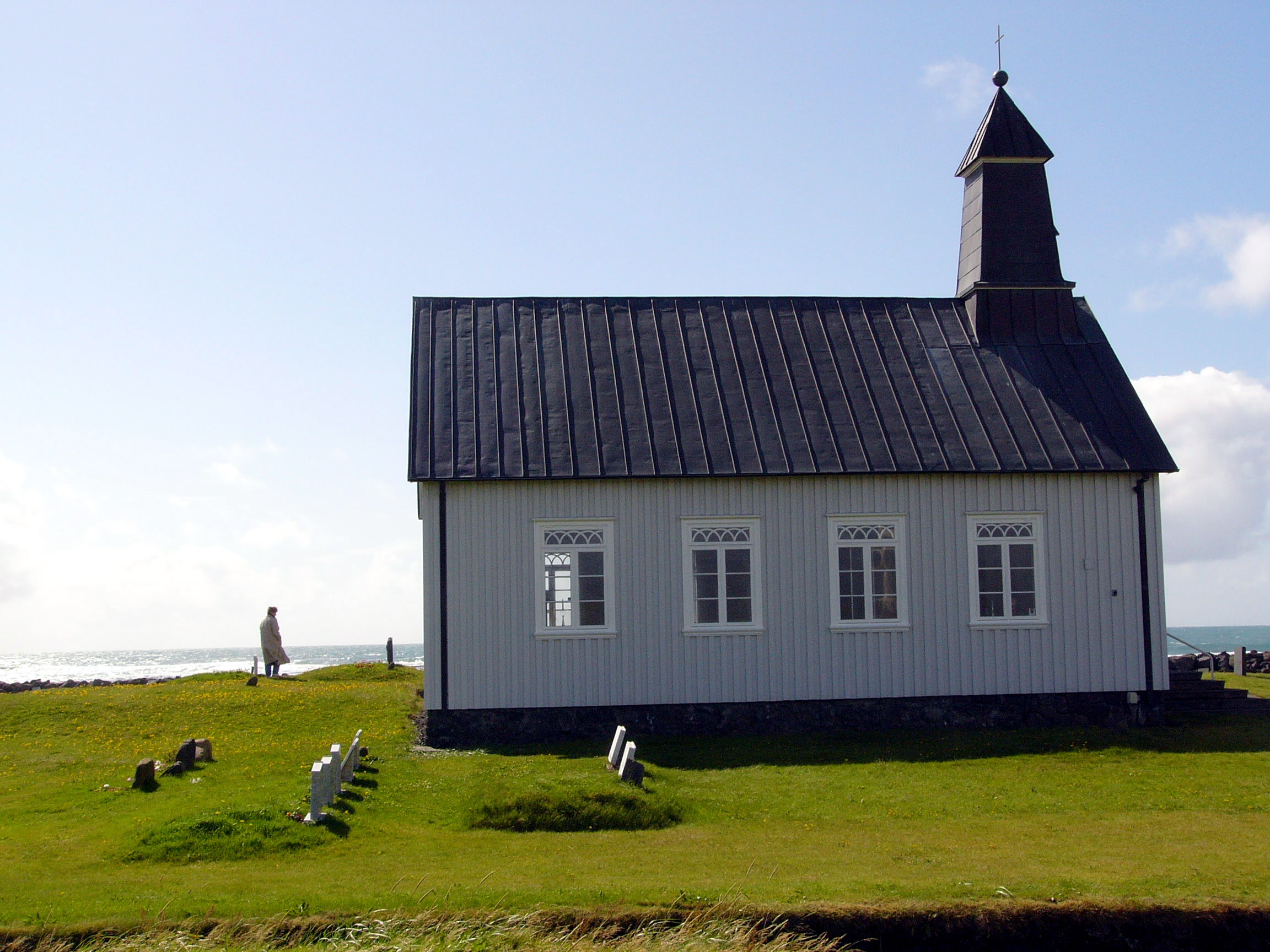
Église de Strandarkirkja.

Aujourd'hui 95 % des Islandais se considèrent comme chrétiens, parmi eux une vaste majorité de luthériens. Cependant, selon les estimations, seuls 10 % de la population se rend régulièrement au culte et 43 % n'y assiste jamais. La liberté religieuse étant admise, de nombreuses communautés chrétiennes cohabitent.

### Luthéranisme
La principale église luthérienne est l'Église d'Islande qui représente 85,5 % de la population et possède le statut de religion d'État. Les autres églises luthériennes ont enregistré ces dernières années un nombre croissant de fidèles et représentent 4,5 % de la population. Au total, un peu plus de 90 % des Islandais sont enregistrés comme étant de confession luthérienne. Ces statistiques sont contestées par certains étant donné qu'une partie de la population est enregistrée automatiquement comme membre de la religion d'État.

### Catholicisme
À l'époque contemporaine, l'Église catholique devint plus populaire et son succès s'accrut. Elle est aujourd'hui, en nombre de fidèles, la plus importante communauté religieuse non-luthérienne d'Islande. Il existe par ailleurs un diocèse catholique de Reykjavik. Selon les estimations, la moitié des catholiques islandais serait d'origine étrangère, principalement en provenance de Pologne et des Philippines.
Durant le XXe siècle, plusieurs personnalités islandaises se convertirent au catholicisme. Ce fut brièvement le cas de Halldór Laxness avant de revenir plus tard au luthéranisme. Bien que sa conversion n'ait pas duré, elle marqua les esprits de par la position qu'il occupait dans la littérature islandaise. Jón Sveinsson fut un autre écrivain islandais catholique, il fut envoyé en France à l'âge de 13 ans pour y étudier. Il y devint jésuite. Ses livres pour enfants écrits en islandais devinrent très populaires, la poste islandaise lui consacra un timbre en 1980

### Pentecôtisme
Les pentecôtistes représentent la troisième communauté chrétienne d'Islande et possèdent des églises à Keflavík, Akureyri et Reykjavik. Le site Web gospel iceland est leur vitrine internet.

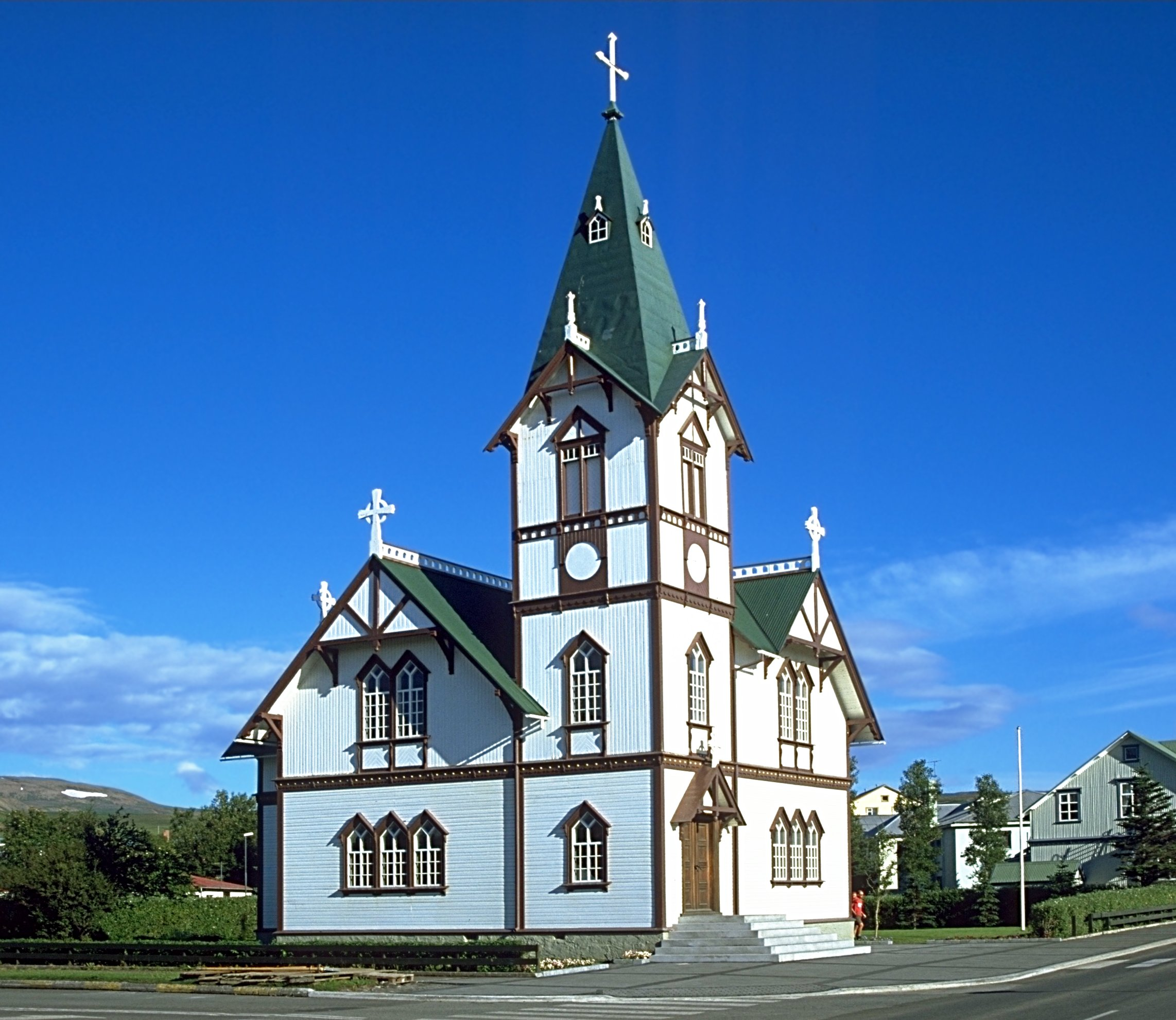
Église d'Húsavík.

### Adventisme
L'Église adventiste du septième jour représente un peu moins de 3 % de la population. Sa croissance est restée statique durant la dernière décennie.

### Église de Jésus-Christ des Saints des Derniers Jours
Les mormons sont aujourd'hui minoritaires et bien moins représentés qu'ils ne le furent auparavant. Au XIXe siècle, des missionnaires mormons s'établirent en Islande et convertirent quelques fidèles. En 1855, ces convertis formèrent la première communauté islandaise d’Amérique du Nord à Spanish Fork aux États-Unis. Les mormons sont actuellement considérés comme étant la seule communauté religieuse d'Islande à s'adonner au prosélytisme.

### Témoins de Jéhovah
Parmi les autres communautés chrétiennes se trouvent les Témoins de Jéhovah actuellement plus nombreux que les mormons. Selon leur propre estimation, leur population compterait 289 âmes dont 6 baptisés de naissance. Curieusement, le décompte officiel est deux fois supérieur à ce nombre.

### Autres chrétiens
Il existe également des églises orthodoxes russes et serbes, et de nombreuses églises de moins de 100 fidèles. La plus petite communauté religieuse enregistrée est l'église baptiste avec moins de 10 membres. Au total 22 églises chrétiennes sont enregistrées.